# Port Jefferson (Nova York)
Port Jefferson és una població dels Estats Units a l'estat de Nova York. Segons el cens del 2000, tenia 7.837 habitants.

## Demografia
Segons el cens del 2000, Port Jefferson tenia 7.837 habitants, 2.985 habitatges i 1.982 famílies. La densitat de població era de 998,6 habitants per km².
Dels 2.985 habitatges en un 26,1% vivien nens de menys de 18 anys, en un 55,2% vivien parelles casades, en un 8,2% dones solteres, i en un 33,6% no eren unitats familiars. En el 26,1% dels habitatges vivien persones soles, el 6,5% de les quals corresponia a persones de 65 anys o més que vivien soles. El nombre mitjà de persones que vivien en cada habitatge era de 2,45 i el nombre mitjà de persones que vivien en cada família era de 2,96.
Per edats la població es repartia de la següent manera: un 20% tenia menys de 18 anys, un 7% entre 18 i 24, un 29,3% entre 25 i 44, un 28,9% de 45 a 60 i un 14,8% 65 anys o més.
L'edat mediana era de 40 anys. Per cada 100 dones de 18 o més anys hi havia 90,6 homes.
La renda mediana per habitatge era de 65.119 $ i la renda mediana per família, de 83.981 $. Els homes tenien una renda mediana de 57.125 $ mentre que les dones, de 41.936 $. La renda per capita de la població era de 33.852 $. Entorn del 3,9% de les famílies i el 7,2% de la població estaven per davall del llindar de pobresa.